# YouTube Shorts
A YouTube Shorts a YouTube által kínált rövid formátumú videómegosztó platform. A platform a YouTube elsődleges szolgáltatásához hasonlóan tárolja a felhasználói tartalmat, de a darabok hossza 60 másodpercre korlátozódik. Elindítása óta a YouTube Shorts több mint 5 billió megtekintést gyűjtött össze.

## Áttekintés
A YouTube Shorts hasonlít a TikTokra. 15-60 másodperces, felhasználó által generált videókat mutat be álló módban, más néven függőleges videó. Lehetővé teszi a felhasználók számára, hogy licencelt zenét és feliratokat adjanak hozzá. A nézők végtelen számú videót görgethetnek. A YouTube Shorts szerkesztési lehetőségeket és lehetőséget kínál a nézőkkel való interakcióra úgy, hogy a megjegyzésekre további videókkal válaszol. Bár elsősorban okostelefonon való megtekintésre készült, a YouTube Shorts videók már számítógépen és táblagépen is megtekinthetők, ha beírja a #shorts kifejezést a YouTube keresősávjába. Az olyan rövid formátumú videókat, mint a YouTube Shorts és az Instagram Reels ellensúlyozza a hosszú formátumú videók megjelenése és a lassú tévézés.